# Kriss Sheridan
Kriss Sheridan (Bielsko-Biała, 15 de abril de 1990) é um cantor, compositor ator norte-americano-polaco.

## Biografia
Filho de uma polonesa e um estadunidense, possui também a nacionalidade alemã. Sua infância e adolescência passou na Polônia, EUA, Alemanha e Espanha. Estudou em Munique, Madri e Nova York. Foi admitido no Lee Strasberg Theatre and Film Institute, em Nova York, também trabalhou como modelo.

## Carreira
Já durante os estudos colaborou com cadeias de televisão e rádio como RTL Television, ProSiebenSat.1, Televisión Española, RFO ou Radio Bayernwelle, em Munique e em Madri. No outono de 2016 (primavera no hemisfério sul) terminou os trabalhos no seu primeiro álbum solo e assinou o contrato com a gravadora Universal Music. Em março de 2017 lançou o seu single de estreia “Happy”, que escreveu com Marcin Kindla. Os músicos se conheceram no avião em que Sheridan trabalhava como comissário de bordo. O single, fazendo parte do anúncio do álbum de estreia do cantor, alcançou os primeiros lugares das paradas nas estações de rádio regionais. O videoclipe do single foi filmado na Noruega. Foi tocado pelas cadeias internacionais VIVA e MTV. Em 6 de julho de 2017, cantou para o Presidente dos Estados Unidos, Donald Trump, na emissora TVP Polônia.
Em março de 2018, lançou o segundo single "I Don’t Wanna Say Goodbye", que alcançou os primeiros lugares de paradas nas rádios polonesas. O single veio acompanhado de um clipe, que foi gravado em Varsóvia. O diretor do clipe foi Piotr Smoleński, e contou com a participação da modelo e finalista do Miss Polônia 2017 Agata Borowiak e a dançarina de grupo de dança Agustin Egurrola.
Atualmente, Sheridan está trabalhando no lançamento do seu álbum polonês-americano.
Ele trabalha e colabora com produtores de classe mundial dos EUA, Suécia, França e Holanda, incluindo o lendário Alan Roy Scott de Los Angeles, que também escreve canções para Celine Dion ou Cyndi Lauper.

## Discografia

### Singles
| Ano                                                                                                | Título                      | Posição nas listas | Posição nas listas | Posição nas listas | Posição nas listas | Posição nas listas | Posição nas listas | Posição nas listas |
| Ano                                                                                                | Título                      | CLP                | LPRP               | LPRR               | LPRŁ               | LPRB               | ALP                | RLP                |
| -------------------------------------------------------------------------------------------------- | --------------------------- | ------------------ | ------------------ | ------------------ | ------------------ | ------------------ | ------------------ | ------------------ |
| 2017                                                                                               | "Happy"                     | 1                  | 1                  | 1                  | -                  | -                  | 1                  | 3                  |
| 2018                                                                                               | "I Don't Wanna Say Goodbye” | 1                  | 1                  | 1                  | 1                  | 1                  | x                  | -                  |
| 2018                                                                                               | "Tomorrow”                  | 1                  | -                  | 1                  | -                  | 1                  | x                  | -                  |
| “–” significa que o single não foi inscrito na lista, “x” significa que a lista deixou de existir. |                             |                    |                    |                    |                    |                    |                    |                    |

### Videoclipes
| Ano  | Título                      | Direção         |
| ---- | --------------------------- | --------------- |
| 2017 | "Happy"                     | Thomas Bulenda  |
| 2018 | "I Don't Wanna Say Goodbye” | Piotr Smoleński |
| 2018 | "Tomorrow”                  | Piotr Smoleński |

### Filmografia
| Ano  | Título  | Direção      | Fonte  |
| ---- | ------- | ------------ | ------ |
| 2012 | "Zettl" | Helmut Dietl | [ 37 ] |